# ژاپن استیل ورکس
ژاپن استیل ورکس (انگلیسی: Japan Steel Works) (مخفف انگلیسی: JSW) یک شرکت خوشه‌ای ژاپنی است، که در سال ۱۹۰۷ میلادی تأسیس شد و در زمینه تولید آهن و فولاد، همچنین در زمینه طراحی و تولید ماشین‌آلات و تجهیزات صنایع شیمیایی و هسته‌ای فعالیت می‌کند.